# Dunganski jezik
Dunganski jezik (dzhunyan, kwuizwu, tungan, zwn’jan; ISO 639-3: dng), sinotibetski jezik uže kineske skupine, kojim govori oko 40 000 Dungana (Johnstone and Mandryk 2001) u Kirgistanu, od ukupno 100 000 etničkih. 
Većina u Karakolu i Ošu. Manji dio živi u Kazahstanu. Porijeklom su iz Kine. Ima dva dijalekta.

## Vanjske poveznice
- Ethnologue (14th)
- Ethnologue (15th)